# Волгарски доброволец
„Волгарски доброволец“ (на руски: Волгарь-Доброволец) е моторен кораб „Волга“, отличил се в Гражданската и Великата отечествена война, плаващ музей.

## История
През септември 1918 г. в Нижни Новгород, по призив на помощник-капитана на парахода „Княз Юрий Суздал“, Леонтьев, е сформиран отряд от доброволци за Волжската военна флотилия. Този отряд получава моторния кораб „Матвей Башкиров“, който е преименуван на „Волгар-доброволец“. Корабът е брониран, монтирани са 102 и 75 мм артилерийски оръдия и 4 картечници. На 14 октомври 1918 г. корабът се отправя към Кама като част от флотилията. По време на Гражданската война „Волгарският доброволец“ участва в битките при Кама, Царицин, Камишин и Дубовка. Доставя части на Червената армия на бойните полета, боеприпаси и храна.
След края на войната корабът е преустроен за теглене на петролни баржи и извършва диспечерски и пилотски услуги.
През 1942 г. корабът отново е преустроен за бойни действия и изпратен в Сталинград. Там той транспортира военни части до Сталинград, доставя храна, оръжия и боеприпаси, а също така осигурява противовъздушно прикритие за преминаване през Волга.
През 1967 г., по предложение на ветераните от речния флот и партийните организации на град Горки, той е върнат на града и върху него е организиран музей на историята на Волжската военна флотилия. В същото време на кораба е върнат военният му вид, а на кърмата е монтирано 100-мм автоматично оръдие. В продължение на 20 години „Волгарският доброволец“ извършва плавания по Волга, Кама и в речните басейни на Северозападния регион.
През годините на перестройката, под предлог за материални затруднения и невъзможност за поддръжка, корабът е нарязан на метален скрап 90-те години в ОРП „Елнат“, Ивановска област през 1994 – 95 г.

## Спецификации
Бившият речен дизелов влекач „Матвей Башкиров“ е построен в Коломна през 1916 г.
- Водоизместимост – 373 тона
- Дизелова мощност – 800 к.с.
- Скорост – 7 – 11 възела
- Максимална дължина – 57,7 м
- Широчина – 8,6 м
- Средна вдлъбнатина – 1,8 м.